# سیارک ۷۱۲۶
سیارک ۷۱۲۶ (به انگلیسی: 7126 Cureau، نامگذاری:1991GJ4) هفت هزار و صد و بیست و ششمین سیارک کشف شده‌است که در ۸ آوریل ۱۹۹۱ کشف شد.
قدر مطلق سیارک برابر ۱۳٫۵۰ است.